# Brunów (Chocianów)

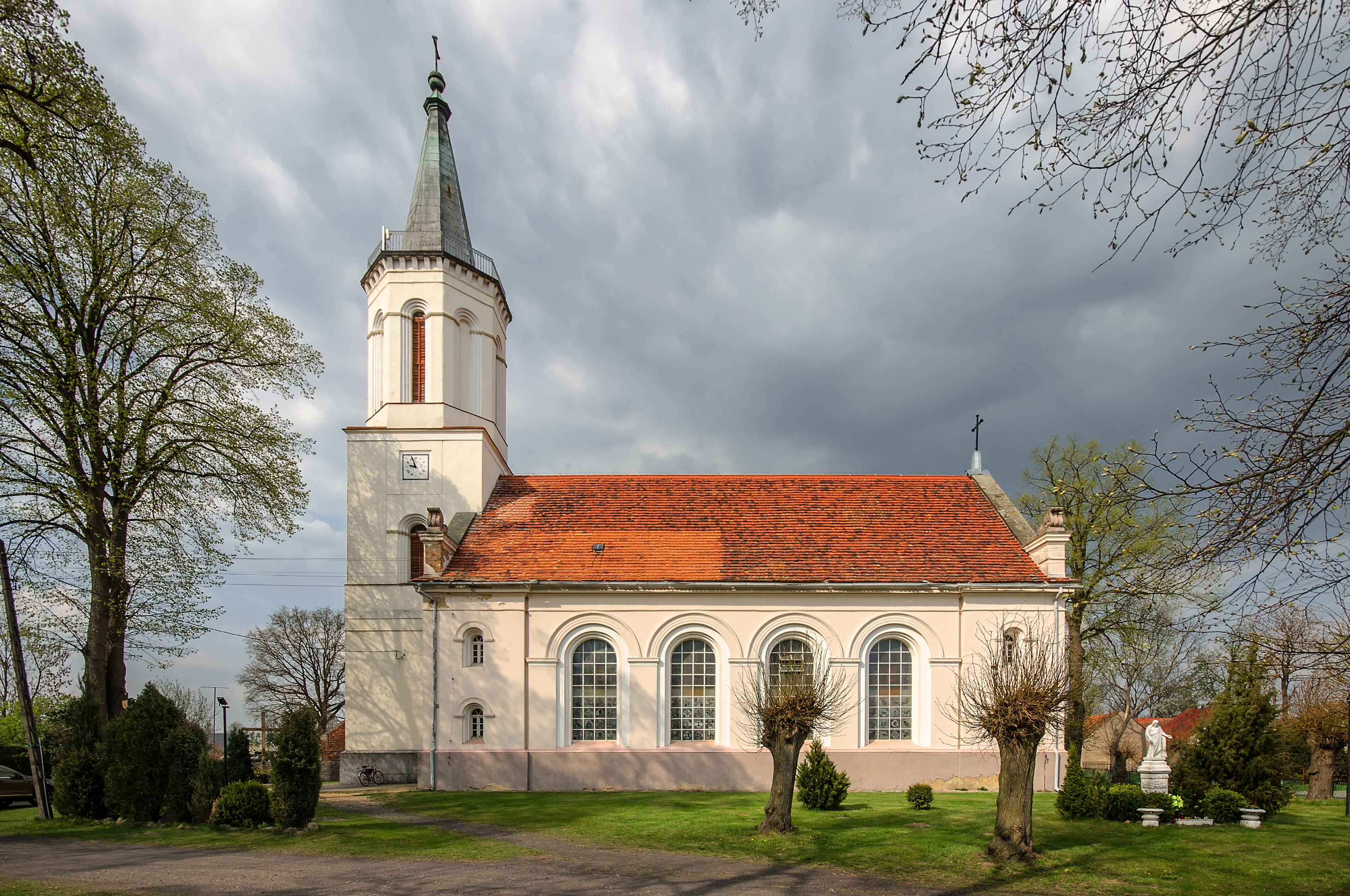
Die Kirche in Brunów

Brunów (deutsch: Braunau) ist ein Straßendorf in der Stadt- und Landgemeinde Chocianów im Powiat Polkowicki in der Woiwodschaft Niederschlesien in Polen. 
Brunów liegt etwa 11 Kilometer östlich von Chocianów (Kotzenau), 12 Kilometer südlich von Polkowice (Polkwitz) und 13 Kilometer westlich von Lubin (Lüben).

## Geschichte
1939 hatte der Ort 511 Einwohner und 120 Haushalte.

## Sehenswürdigkeiten
- Kirche der hl. Kreuzerhöhung aus dem 14. Jahrhundert.